# Rassemblement des progressistes
Le Rassemblement des progressistes fut un thème récurrent de la vie politique belge et wallonne de 1945 à la fin du XXe siècle. Elle fut d'abord le but d'André Renard dès la création du Mouvement syndical unifié au lendemain de la Libération et de l'UDB. Elle correspond aussi à la pratique toujours d'actualité de ce que l'on appelle le Front commun syndical réunissant la FGTB et la CSC après la Grève générale de l'hiver 1960-1961. Au cours des années 1960 le Mouvement ouvrier chrétien (avec des gens comme Germain Capelleman et Max Bastin) puis le PSB de Léo Collard en émirent également le vœu. Dans les milieux intellectuels, La Revue Nouvelle s'était engagée dans le même sens dès 1966. C'est dans ce contexte que le groupe Max Bastin-Jacques Yerna réunissant des militants des deux bords publia plusieurs ouvrages programmatiques dont le plus connu reste Quelle Wallonie? Quel socialisme? (1971).
C'est à Mons que, sur le plan local et électoral, cette idée recueillit le succès le plus fort et le plus significatif: près de 28 % aux élections communales de novembre 1971 et un rassemblement allant jusqu'aux communistes, aux chrétiens, aux socialistes, à certains éléments de l'extrême-gauche. Lorsque le Rassemblement wallon effectua son tournant à gauche de décembre 1976, l'entreprise fut également dépeinte comme inspirée du même rêve de la gauche wallonne. Effectivement, les socialistes et le Rassemblement wallon déposèrent des listes communes aux élections législatives de 1977 dans le Luxembourg. Quand le Rassemblement populaire wallon se créa en 1981, il s'allia aux socialistes de Guy Spitaels (sous le nom de Rassemblement des progressistes et socialistes wallons) qui lui-même pratiqua une politique de rassemblement dans la Ville d'Ath dont il fut longtemps bourgmestre. Au total cette idée fut effective surtout sur le plan syndical. Elle n'est pas entièrement morte aujourd'hui et certaines coalitions électorales, au moins au plan communal qu'on appelle L'Olivier (nom d'inspiration italienne), ont toujours cours. Le ralliement de certaines personnalités chrétiennes au PS comme François Martou aux élections de juin 2007 est un peu plus qu'une réminiscence de ce projet qui travailla la gauche en Wallonie pendant plus d'un demi-siècle.